# Prenolepis naoroji
Prenolepis naoroji är en myrart som beskrevs av Auguste-Henri Forel 1902. Prenolepis naoroji ingår i släktet Prenolepis och familjen myror. Inga underarter finns listade i Catalogue of Life.